# Joan de Borja-Llançol de Romaní i de Montcada
|  | Per a altres significats, vegeu «Llançol». |

Joan de Borja-Llançol de Romaní i de Montcada, anomenat  el menor, cardenal de Santa Maria in Via Lata, cardenal de València o el "cardenal Borja" (València, 1472 - Fossombrone, 17 de gener de 1500) va ser un cardenal valencià del segle xv.
És de la família Borja, considerat el Borja de la cort d'Alexandre VI amb més qualitats polítiques. Besavi del papa Calixt III, nebot del papa Alexandre VI, cosí del cardenal Joan de Borja-Llançol de Romaní, el major (1492), germà del cardenal Pere Lluís de Borja-Llançol de Romaní i de Montcada i cosí del cardenal Cèsar Borja.

## Biografia
Borja és degà del capítol de València, governador de Spoleto i protonotari apostòlic. Va ser elegit bisbe de Melfi el 1493. El 1495 va ser nomenat governador de Perusa i va ser nunci apostòlic a Nàpols. Borja és arquebisbe de Càpua el 1496-1498.
El seu oncle, el papa Alexandre VI el va fer cardenal al consistori papal de 9 de febrer de 1496 i diaca titular de Santa Maria in Via Lata el 24 de febrer de 1496. El cardenal Borja és nomenat legat apostòlic a Perusa i Úmbria. El 1499 va ser nomenat administrador apostòlic de l'arxidiòcesi de València (València).
A Perusa, de primer com a governador i després com a legat pontifici, donà proves de les seves altes condicions de governant. El 1497 acompanyà el papa a Òstia per tractar amb el futur Juli II, addicte a Carles VIII de França. Nomenat legat de Bolonya el 1499, morí quan es dirigia a Forlì a felicitar Cèsar Borja per la conquesta d'aquella ciutat.